# Шенау им Шварцвалд
Шенау им Шварцвалд (њем. Schönau im Schwarzwald) град је у њемачкој савезној држави Баден-Виртемберг. Једно је од 35 општинских средишта округа Лерах. Према процјени из 2010. у граду је живјело 2.441 становника. Посједује регионалну шифру (AGS) 8336079.

## Географски и демографски подаци
Шенау им Шварцвалд се налази у савезној држави Баден-Виртемберг у округу Лерах. Град се налази на надморској висини од 540 метара. Површина општине износи 14,7 km². У самом граду је, према процјени из 2010. године, живјело 2.441 становника. Просјечна густина становништва износи 166 становника/km².

## Истакнуте личности
- Јоахим Лев

## Међународна сарадња
| Мјесто | Држава    | Врста сарадње | Од    |
| ------ | --------- | ------------- | ----- |
|        | Француска | партнерство   | 1973. |
| Извор  |           |               |       |